# Église Saint-Nicolas (Maisons-Laffitte)
Pour les articles homonymes, voir Église Saint-Nicolas.
L'église Saint-Nicolas est une église située à Maisons-Laffitte, dans les Yvelines, en France.

## Description

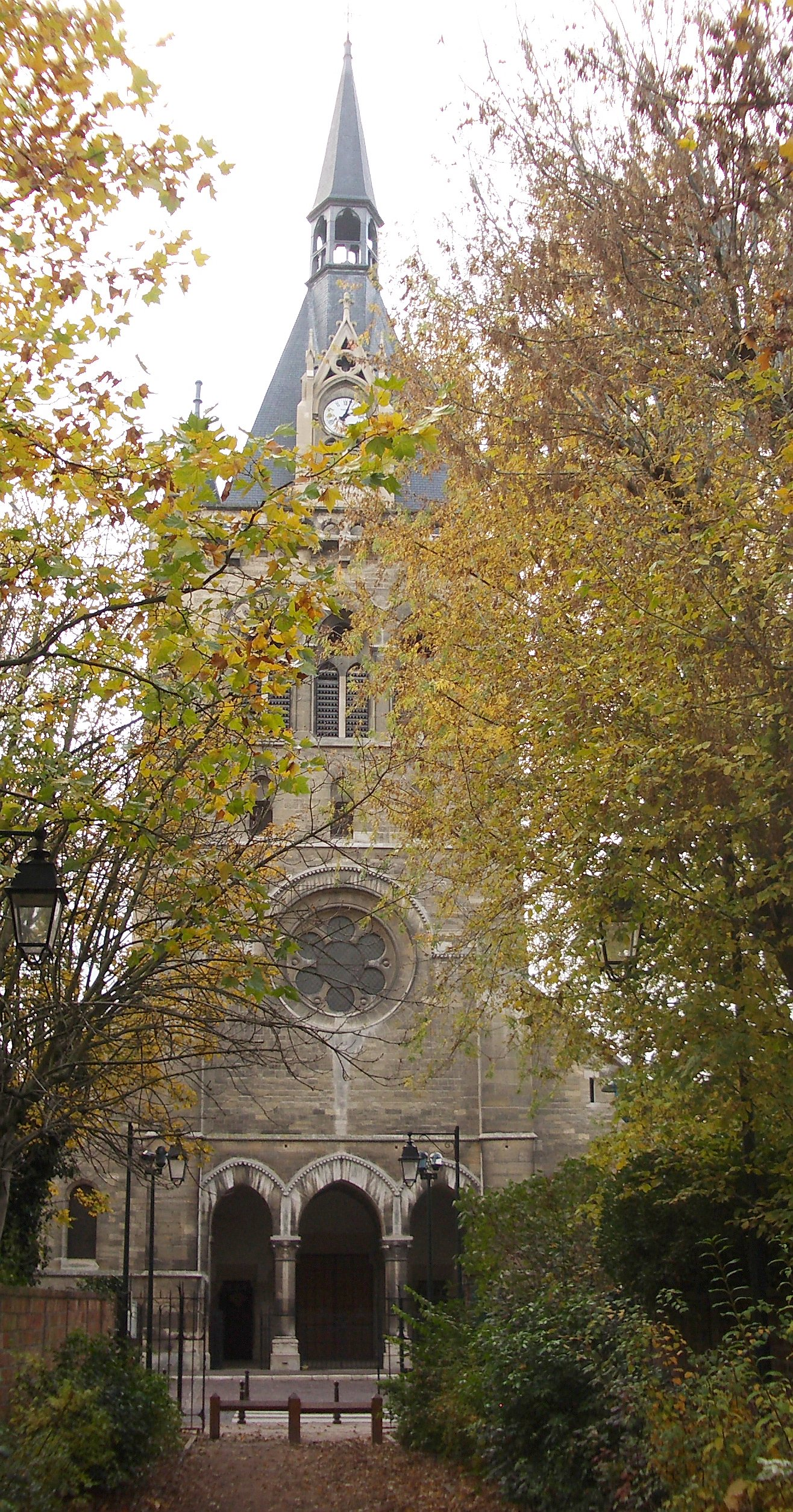
L'église Saint-Nicolas en 2007.

C'est un édifice de style néo-roman, destiné à remplacer l'ancienne église éponyme, aujourd'hui chapelle de la Paix, qui datait du XIIe siècle. Son architecte est Eugène Millet dans un premier temps, puis l'architecte diocésain Hippolyte Blondel.
Certains éléments décoratifs sont l'œuvre de Victor Corbel, tailleur de pierre du Cercle des Ouvriers.

## Historique
Elle est construite de 1867 à 1872 sur le terrain de l’ancien cimetière offert par la ville. Elle est consacrée en 1872 par Jean-Pierre Mabile, évêque de Versailles.
Elle appartient au groupement paroissial Maisons-Laffitte.

## Patrimoine mobilier
On y trouve la présence de deux sculptures du XVIIe siècle. La chaire s'y trouve encore bien que de nombreux élements de mobilier aient disparu après le concile Vatican II.
Trois tableaux sont des œuvres d’Hippolyte Flandrin.

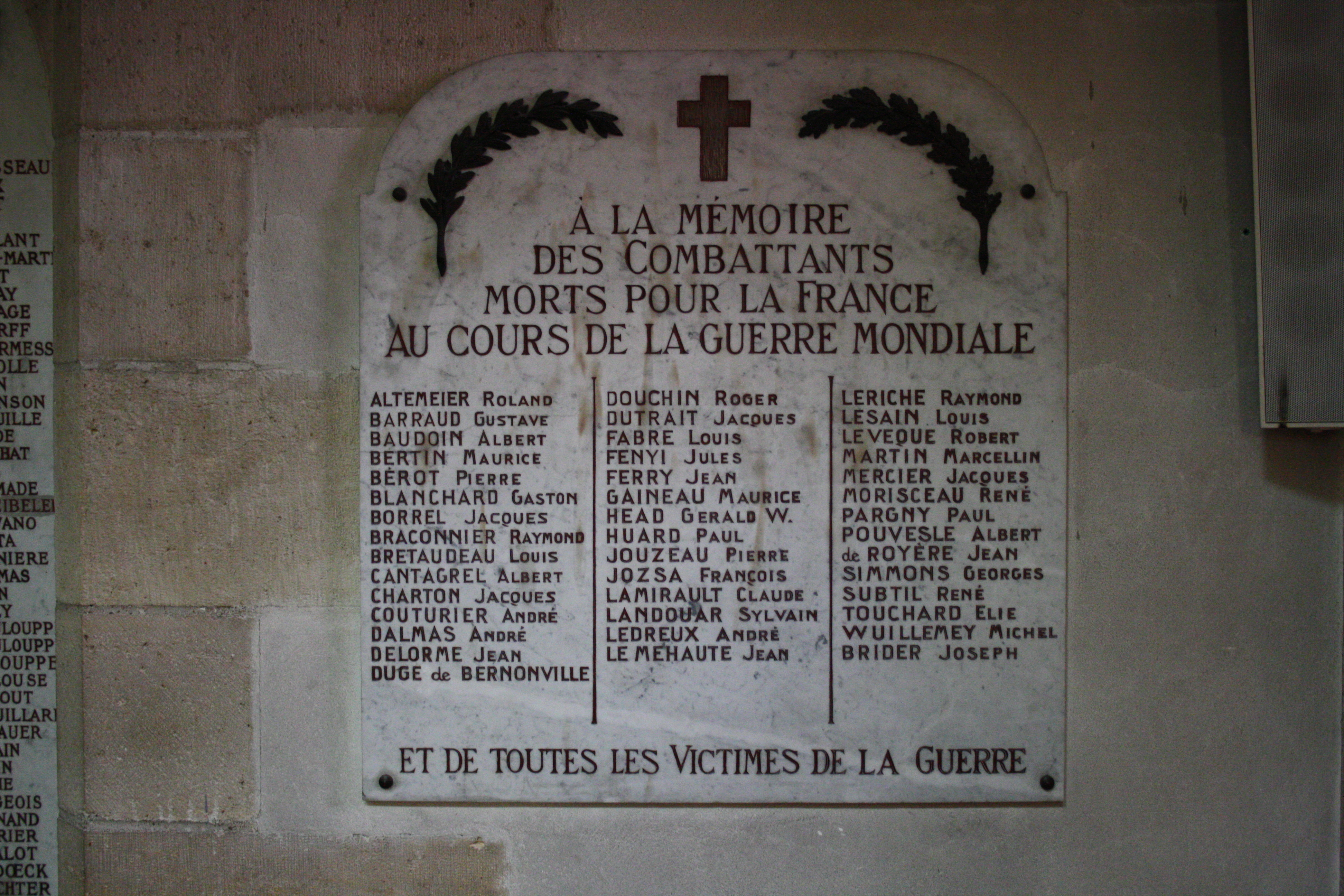
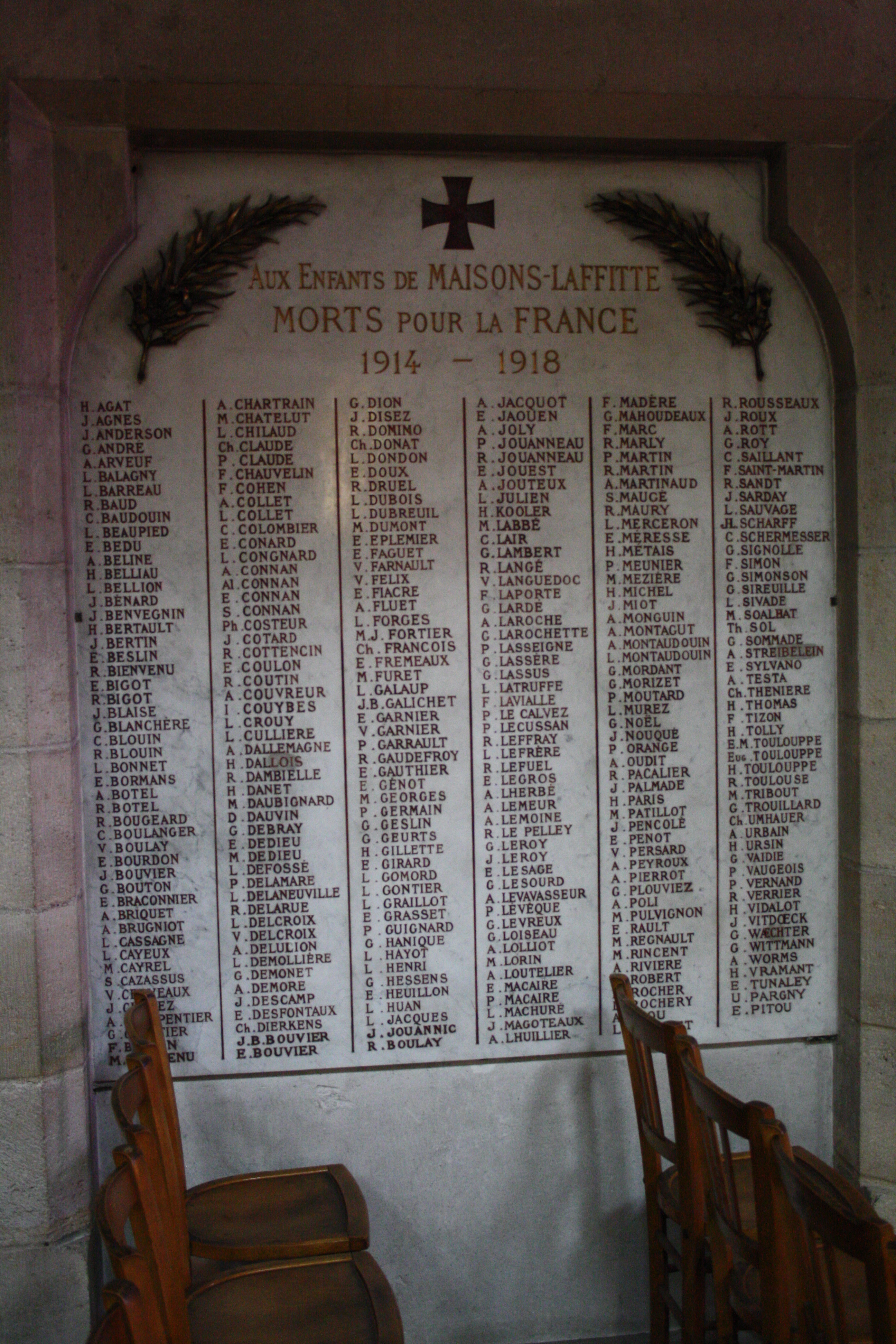

Les vitraux sont d'origine.